# Ctenus renivulvatus
Ctenus renivulvatus là một loài nhện trong họ Ctenidae.
Loài này thuộc chi Ctenus. Ctenus renivulvatus được Embrik Strand miêu tả năm 1906.